# Абдрахманов, Бисенгали
Бисенгали (Бейсенгали, Бисенгалий) Абдрахманович Абдрахманов (Бейсенғали Әбдірахманов) (03.09.1892 — 1960/1971) — один из организаторов здравоохранения в Казахстане, государственный деятель.
Член РКП(б) с 18 мая 1920 года.
Родился в пос. Богатинский Каменской волости Лбищенского уезда Уральской области в семье скотовода-бедняка.
Учился в Болысыкской русско-казахской школе, в ремесленном училище в городе Уральск — отделение сбруйной мастерской, подмастерье шорника. В 1907—1908 гг. работал на кирпичном заводе в Оренбурге.
В 1909—1911 годах учился в Воронежской мужской фельдшерской школе на стипендию областного управления здравоохранения. После окончания курсов в 1914—1919 годах работал участковым фельдшером участка № 12 Лбищенского уезда, с. Каратобе. Участвовал в ликвидации эпидемий чумы и холеры в Джамбейтинском уезде.
С ноября 1919 по январь 2020 года секретарь ревкома, фельдшер красноармейских заразных бараков 5-й бригады РККА. С января 1920 года член правления Джамбейтинского уездного комитета здравоохранения, затем до июня 1921 года начальник уездного санитарного отдела.
С июня 1921 года на комсомольской работе. С октября 1922 по апрель 1923 года заведующий отделом, зам председателя Уральского райгорисполкома Уральской губернии.
- 05.04.-01.12.1923 ответственный секретарь Уральского губисполкома;
- 01.12.1923-13.02.1924 зам. председателя Уральского губисполкома;
- 13.02.-14.11.1924 ответственный секретарь Уральского губисполкома;
- 11.1924-07.1925 ст. инспектор, зам. председателя Уральской губернской Контрольной комиссии — РКИ;
- 07.1925-03.1927 председатель правления Киргосмедторга (Казмедторга).

В период его руководства Киргосмедторгом количество аптечных учреждений в Казахстане увеличилось с 50 (1924) до 127 (1927).
- 03-10.1927 зам. зав. отделом тарифов и экономики Казсовпрофа;
- 10.1927-02.1928 зам. пред. Джетысуйской губернской Контрольной комиссии — РКИ;
- 02.1928-12.1929 председатель Джетысуйского губернского и окружного исполкома;
- 1.01.-10.1930 председатель Актюбинского окрисполкома;
- 10.1930-07.1931 нарком здравоохранения Казакской АССР;
- 07.1931-04.1932 второй зам. председателя КазЦИК;
- 04.1932-11.1933 зам. председателя Казакской краевой Контрольной комиссии — зам. наркома РКИ;
- 11.1933-05.1937 нарком социального обеспечения КазАССР.

В мае 1937 года был переведён на должность зам. управляющего Казахской республиканской конторой «Заготскот». 22.06.1937 бюро ЦК КПК предоставило ему месячный отпуск на лечение. В дальнейшем работал в органах здравоохранения.
С 1945 года на пенсии по состоянию здоровья.
В 1922—1930 гг. член КазЦИК. Член ЦИК СССР 5 созыва и ВЦИК 14 созыва (1929—1931).
Умер: по одним источникам в 1960, по другим — в 1971 году.